# Giuseppe Zurria

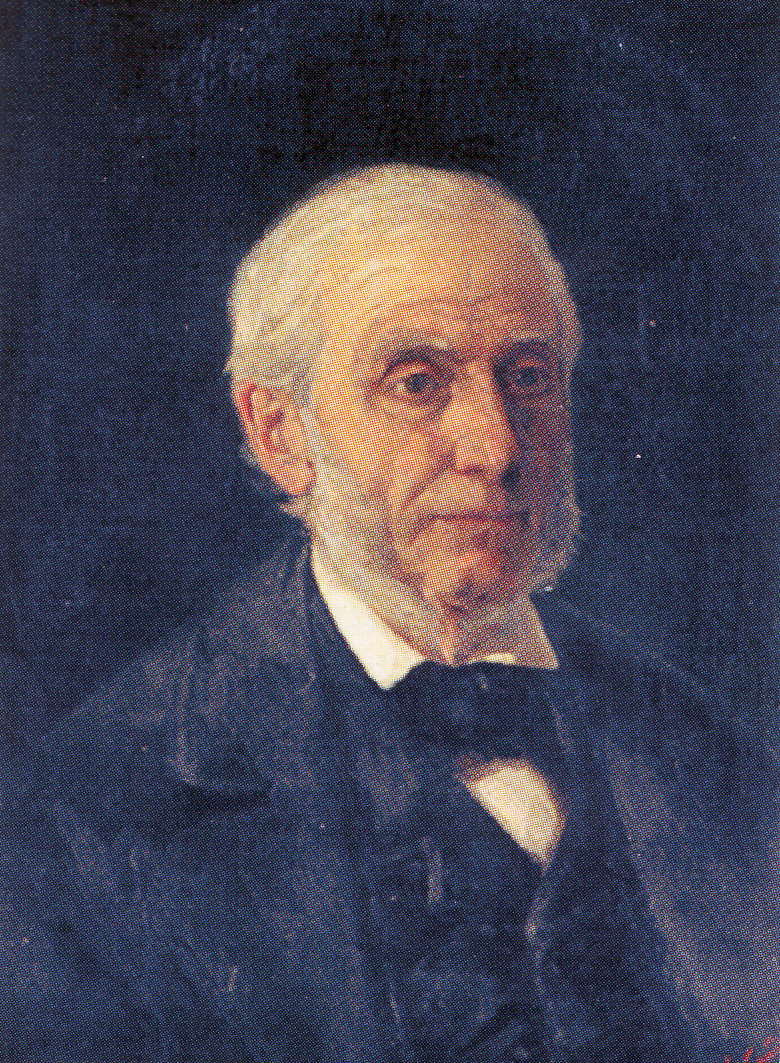
Giuseppe Zurria, rector magnificus

Giuseppe Zurria (Catania, 26 februari 1810 – aldaar, 14 september 1896) was hoogleraar wiskunde en rector aan de universiteit van Catania, in Sicilië. Dit was in het koninkrijk der Beide Siciliën en nadien in het koninkrijk Italië.

## Levensloop
In 1835 werd Zurria benoemd tot hoogleraar wiskunde aan de universiteit van Catania. Zijn interessegebieden waren de differentiaalvergelijking en sferische functies. Op de campus werd hij om deze reden de Langrange van Catania genoemd. Hij was in verschillende periodes decaan van de faculteit wetenschappen en rector magnificus. 
Meerdere jaren was hij voorzitter van de Academie van Natuurwetenschappen van Catania ofwel de Accademia Gioenia, en lid van de Accademia nazionale delle science, ook genoemd Società dei Quaranta.